# 羅克福德灣 (愛達荷州)
羅克福德灣（英語：Rockford Bay）是位於美國愛達荷州庫特內縣的一個人口普查指定地區。

## 地理
羅克福德灣的座標為47°30′19″N 116°52′43″W / 47.50528°N 116.87861°W，而該地最高點為海拔高度688米（即2192英尺）。

## 人口
根據2010年美國人口普查的數據，羅克福德灣的面積為9.78平方千米，當中陸地面積為9.78平方千米，而水域面積為0.00平方千米。當地共有人口184人，而人口密度為每平方千米18.81人。